# Ralph Ambrose Kekwick
Ralph Ambrose Kekwick (* 11. November 1908 in Leytonstone, Essex; † 17. Januar 2000 in Woodford) war ein britischer Biophysiker. Er wirkte ab 1952 als Reader sowie von 1966 bis 1971 als Professor an der University of London und beschäftigte sich insbesondere mit Studien zu den physiko-chemischen Eigenschaften von Proteinen, mit der Präparation und Untersuchung von Serum und Plasma für transfusionsmedizinische Anwendungen sowie mit der Gewinnung von einzelnen Plasmabestandteilen wie Fibrinogen und Blutgerinnungsfaktor VIII für therapeutische Zwecke. Zu seinen Verdiensten, für die er unter anderem 1966 in die Royal Society aufgenommen wurde, zählt insbesondere die Entwicklung eines Verfahrens zur Herstellung des ersten wirksamen Faktor-VIII-Präparats zur Behandlung von Hämophilie.

## Leben
Ralph Kekwick wurde 1908 in Leytonstone geboren und absolvierte ab 1925 ein Studium der Chemie am University College London (UCL). Er erlangte drei Jahre später einen Bachelor-Abschluss und blieb anschließend als wissenschaftlicher Mitarbeiter am UCL. Im Sommer 1931 ging er mit einem Commonwealth Fund Fellowship an die New York University, wo er auch seine Frau kennenlernte. Er kehrte im September 1933 in sein Heimatland zurück und erhielt am UCL eine Anstellung als Lecturer. In den Jahren 1935/1936 war er mit einem Stipendium der Rockefeller-Stiftung an der Universität Uppsala beim Nobelpreisträger The Svedberg tätig. Hier lernte er die Techniken der Ultrazentrifugation und der Elektrophorese kennen, die sein weiteres wissenschaftliches Wirken prägten.
Nachdem das Lister Institute of Preventive Medicine in London eine Ultrazentrifuge erworben hatte, war Ralph Kekwick ab 1937 mit Unterstützung durch das Medical Research Council für das Institut tätig. Von der University of London erhielt er 1941 einen Doktortitel für seine Veröffentlichungen zu den physiko-chemischen Eigenschaften verschiedener Proteine. 1952 wurde Ralph Kekwick zum Reader für Biophysik an der University of London ernannt, an der er 1966 einen ordentlichen Lehrstuhl erhielt. Fünf Jahre später ging er im Alter von 62 Jahren aufgrund gesundheitlicher Probleme seiner Frau in den vorzeitigen Ruhestand. Nachdem seine Frau rund 18 Monate später gestorben war, heiratete er 1974 erneut; nach dem Tod seiner zweiten Frau im Jahr 1982 lebte er die letzten 17 Jahre seines Lebens allein. Er starb im Januar 2000 im Alter von 91 Jahren in Woodford.

## Wissenschaftliches Wirken
Ralph Kekwick, der rund 50 wissenschaftliche Publikationen veröffentlichte, widmete sich am Lister Institute zunächst der Untersuchung von pathologisch veränderten Seren und von Immunseren mittels Ultrazentrifugation und elektrophoretischer Techniken und später der Präparation und Untersuchung von Serum und Blutplasma für Transfusionszwecke. Ab 1944 beschäftigte er sich mit der Gewinnung einzelner therapeutisch nutzbarer Bestandteile aus Plasma sowie der Aufreinigung von Fibrinogen und Blutgerinnungsfaktor VIII.
Im Rahmen dieser Arbeiten gelang ihm die Herstellung des ersten wirksamen Faktor-VIII-Präparats zur Behandlung von Hämophilie. Die von ihm entwickelte Methode zur Gewinnung von Faktor VIII wurde vom Lister Institute bis in die 1970er Jahre zur Produktion entsprechender Medikamente genutzt. Weitere seiner Arbeiten betrafen die physiko-chemischen Eigenschaften der AB0-Antigene und die Analyse von Proteinen im Urin bei Nierenfunktionsstörungen.

## Auszeichnungen
Ralph Kekwick erhielt 1957 den vom Royal College of Pathologists verliehenen Oliver Memorial Award für seine wissenschaftlichen Beiträge zur Bluttransfusion. Darüber hinaus wurde er 1966 in die Royal Society aufgenommen.